# هاينتس ليندنر
هاينتس ليندنر (بالألمانية: Heinz Lindner)‏ (مواليد 17 يوليو 1990) هو لاعب كرة قدم. يلعب مع منتخب النمسا لكرة القدم. سبق له أن لعب في بطولة أمم أوروبا لكرة القدم 2016 مع منتخب بلاده.

## روابط خارجية
- هاينتس ليندنر على موقع الاتحاد الدولي (مؤرشف)  (الإنجليزية)
- هاينتس ليندنر على موقع الاتحاد الأوربي (الإنجليزية)
- هاينتس ليندنر على موقع قاعدة بيانات كرة القدم.إي يو (الإنجليزية)
- هاينتس ليندنر على موقع ناشيونال فوتبول تيمز (الإنجليزية)
- هاينتس ليندنر على موقع Soccerway.com (الإنجليزية)
- هاينتس ليندنر على موقع عالم كرة القدم.نت (الإنجليزية)
- هاينتس ليندنر على موقع كووورة
- هاينتس ليندنر على موقع AS.com (الإسبانية)